# Paul De Baeremaeker
Paul De Baeremaeker (Wetteren, 28 juli 1942) is een voormalig manager en ploegleider van Belgische wielerploegen. Voor zijn wielercarrière was hij 15 jaar actief in de paardensport, meer bepaald in de drafsport.
In het wieler- en paardensportmilieu kreeg hij de bijnaam "Zotte Polle", vanwege zijn emotionele en passionele uitlatingen en reacties. Tal van bekende Vlamingen zijn adjunct-sportleider in zijn wielerploegen geweest. Zoals onder anderen Rudy Pevenage, Roger De Vlaeminck, Frans Van Looy...
Na zijn actieve carrière als ploegleider adviseerde hij zijn vriend Peter Bauwens bij de opstart van de wielerploeg Yawadoo-Colba-ABM. Deze ploeg was het hoofdonderwerp in de tv-serie "Kermiskoersen", die te zien was op VT4. Dit was niet zijn enige tv-optreden, hij was namelijk het hoofdpersonage in de documentaire "Welcome to My World", een film over de "Vlaamse kermiskoersen". Deze prent werd uitgezonden op VRT 2 en Nederland 2.
Momenteel is hij nog steeds actief in de wielrennerij. Samen met Cees Priem rijdt hij met neutrale wagens van het merk Shimano. In 2005 kwam hij negatief in het nieuws omdat Nico Mattan voordeel haalde uit de slipstream van Pauls wagen in de finale van Gent-Wevelgem In tegenstelling tot de wedstrijdleider die een schorsing opliep, is er geen officiële sanctie bekend tegen Paul De Baeremaeker.
Paul heeft een dochter en een zoon.

## Wielerploegen
- 1983: Perlav - Eurosoap
- 1984: TeVe Blad - Perlav
- 1985: TeVe Blad - Euroclean
- 1986: TeVe Blad - Eddy Merckx - Euroclean
- 1987: TeVe Blad - Eddy Merckx - Euroclean
- 1988: Intral Renting - Nec - Ricoh - Merckx - Euroclean
- 1989: La William - Fondua - Euroclean
- 1990: Onbekend
- 1991: Onbekend
- 1992: Assur Carpets - Naessens
- 1993: Willy Naessens
- 1996: Ipso - Asfra
- 1997: Ipso - Euroclean
- 1998: Ipso - Euroclean
- 1999: Ipso - Euroclean
- 2000: Flanders - Prefetex
- 2001: Flanders - Prefetex